# تالدی آرال
تالدی آرال (قزاقی: Талдыарал) یک دریاچه در استان قزاقستان شمالی کشور قزاقستان است.